# Анес Рушевич
Анес Рушевич (серб. Анес Рушевић, нар. 2 грудня 1996, Нові-Пазар) — сербський футболіст, нападник клубу БАТЕ.
Виступав, зокрема, за клуб «Нові-Пазар», а також молодіжну збірну Сербії.

## Клубна кар'єра
Народився 2 грудня 1996 року в місті Нові-Пазар. Вихованець футбольної школи клубу «Нові Пазар». Разом з командою посів 9-те місце в молодіжному чемпіонаті Сербії. З 21-им забитим м'ячем став найкращим бомбардиром молодіжного чемпіонату Сербії сезону 2014/15 років. У січні 2015 року підписав 3-річний контракт з «Новим Пазаром». Свій перший матч у сербській Суперлізі зіграв проти «Явора». Кар'єра Рушевича розвивається по висхідній. Якщо в розіграші 2015/16 він проводив на полі в середньому 20-25 хвилин, то в чемпіонаті сезону 2016/17 років - близько 60 хвилин. Зростає і результативність. Взяв участь у 39 матчах чемпіонату та відзначився 6-ма голами. Більшість часу, проведеного у складі «Нові-Пазара», був основним гравцем атакувальної ланки команди.
21 січня 2017 року Рушевич залишив «Нові-Пазар» та став гравцем чемпіона Білорусі БАТЕ. З командою підписав 3-річний контракт. Відтоді встиг відіграти за команду з Борисова 12 матчів в національному чемпіонаті.

## Виступи за збірну
У листопаді 2016 року Рушевич вперше зіграв за молодіжну збірну Сербії - в контрольному поєдинку з чорногорцями (2:1).

## Статистика

### Клубна
Станом на 21 січня 2017
| Клуб              | Сезон             | Ліга              | Ліга  | Ліга | Кубок | Кубок | Континентальний | Континентальний | Інші  | Інші | Загалом | Загалом |
| Клуб              | Сезон             | Дивізіон          | Матчі | Голи | Матчі | Голи  | Матчі           | Голи            | Матчі | Голи | Матчі   | Голи    |
| ----------------- | ----------------- | ----------------- | ----- | ---- | ----- | ----- | --------------- | --------------- | ----- | ---- | ------- | ------- |
| «Нові Пазар»      | 2014–15           | Суперліга         | 2     | 0    | —     | —     | —               | —               | —     | —    | 2       | 0       |
| «Нові Пазар»      | 2015–16           | Суперліга         | 21    | 2    | 1     | 0     | —               | —               | —     | —    | 22      | 2       |
| «Нові Пазар»      | 2016–17           | Суперліга         | 16    | 4    | 1     | 0     | —               | —               | —     | —    | 17      | 4       |
| «Нові Пазар»      | Загалом           | Загалом           | 39    | 6    | 2     | 0     | —               | —               | —     | —    | 41      | 6       |
| БАТЕ              | 2017              | Прем'єр-ліга      | 0     | 0    | 0     | 0     | 0               | 0               | —     | —    | 0       | 0       |
| Загалом у кар'єрі | Загалом у кар'єрі | Загалом у кар'єрі | 39    | 6    | 2     | 0     | 0               | 0               | —     | —    | 41      | 6       |

## Досягнення
- Суперкубок Білорусі
  -  Володар (1): 2017